# India Czajkowska
India Czajkowska – polska kompozytorka, wokalistka i pianistka.
Ukończyła studia na Wydziale Filozofii Uniwersytetu Warszawskiego i Szkołę Muzyczną II stopnia w Łodzi. Łączy działalność kompozytorską i koncertową. Tworzy na składy kameralne jak i porusza się w eksperymentalnych przestrzeniach z użyciem elektroniki i sonorystyki, często z użyciem niekonwencjonalnie potraktowanego głosu. Wydała solowy album COSMOSPIR (2008,wyd. Hic Sunt Leones)
Jednym z głównych obszarów jej działalności jest tworzenie muzyki filmowej i teatralnej. W roku 2015 w ramach Salento International Film Festival przyznano jej główną nagrodę za BEST SOUNTRACK do włoskiego filmu La Scultura (reż. Mauro John Capece).Współpracowała także m.in. z Piotrem Uklańskim (film Summer Love, 2006), ze znanym polskim dokumentalistą Andrzejem Titkowem (Na cętce źrenicy 2004,  Czy masz już to? 2006). Napisała muzykę do sztuki praskiego dramaturga Pawła Kohouta (Cyjanek o piątej, reż. A. Titkow, Teatru TV), współpracowała z NRS Group (Poland's New Jews, Sydney) i praskim teatrem Wytwórnia.
W latach 2002–2004 współtworzyła warszawską scenę muzyki improwizowanej prowadząc własny cykl koncertów Konstelacje (Jazzgot.PKiN) Wcześniej, w latach 90. XX w. koncertowała ze swoim zespołem – Ness grając własne kompozycje, zaaranżowane na akustyczny skład. Powołała do życia zespół Cadyk, wykonujący muzykę żydowską w nowych aranżacjach.
Nagrywała  i koncertowała m.in. z Ensemble Elektra z Nowego Jorku (formacja skrzypaczki Elektry Kurtis), Davidem Kollarem, ARTRANCE (Kollar/Borlai/ Czajkowska), Drum Freaks, gościnnie z zespołem Lux Occulta. Współpracuje z Tadeuszem Sudnikiem (live-electronics) oraz Markiem Chołoniewskim w elektronicznym składzie Hipnagog. Od roku 2011 koncertuje  ze składem Tańce Snu (Dances Of The Dream, wyd.Zoharum 2014)
W roku 2014 rozpoczęła współpracę z amerykańskim saksofonistą free jazzowym – Danielem Carterem.

## Dyskografia
- Lux Occulta – The Mother and the Enemy (2001, Maquiavel Music Enterteiment, Metal Mind Productions)[1]
- Ensemble Elektra – The Book of Time (2005, Milo Records)[2]
- India Czajkowska – Cosmospir, solo album (2008, Hic Sunt Leones)[3]
- India Czajkowska, Ryszard Latecki, Maciej Cierliński – Mermago (2010, OBUH Records)[4]
- Circo Divino – Alio Die & Parallel Worlds (vocals)
- Mirrorman & India Czajkowska – Secretia (2013, Zoharum)
- India Czajkowska & Sebastian Madejski – Tańce Snu (2014, Zoharum Records)